# Harvey Logan

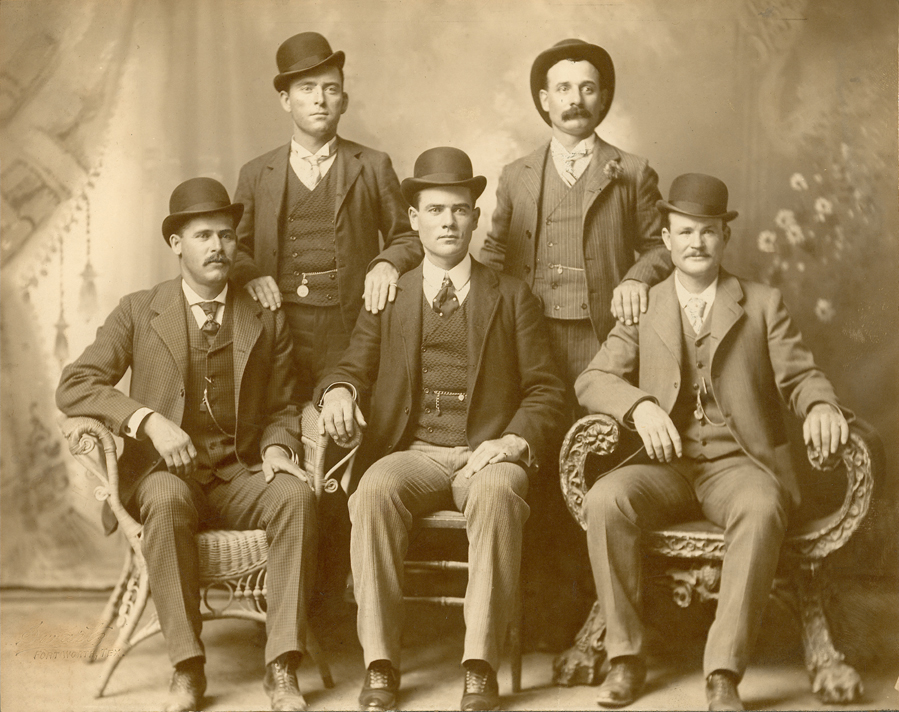
Från vänster; Harry Longabaugh (Sundance Kid), Will Carver (Will Case), Ben Kilpatrick (the Tall Texan), Harvey Logan (Kid Curry) och Robert Leroy Parker (Butch Cassidy).

Harvey Logan, även känd som Kid Curry och Harvey Curry, född i Richland Township, Tama County, Iowa 1867, död 17 juni 1904, amerikansk laglös, tåg- och bankrånare. Logan var med i Wild Bunch-gänget.